# Skrok
Skrok (forma żeńska: Skrok, Skrokowa, Skrokówna, l. mn. Skrokowie) – polskie nazwisko. W 2022 roku nosiło je 1833 osób.

## Znane osoby noszące to nazwisko
- Zdzisław Skrok (ur. 1950) – archeolog, popularyzator nauki i publicysta
- Jacek Skrok (ur. 1956) – siatkarz, dwukrotny mistrz Polski, potem trener i działacz sportowy